# 성남 FC U-12
성남 FC U-12은 성남 FC의 12세 이하 유스팀이다.
위의 단계인 성남 FC U-15와 마찬가지로 따로 학교와 협약을 맺고 운영하는 것이 아닌 클럽이 자첵적으로 운영하는 유소년 클럽팀 형태이다.

## 같이 보기
- 성남 FC
- 풍생고등학교 축구부
- 성남 FC U-15